# 高橋しょう子と三上悠亜のSHOW YOUR ROCKETS
『高橋しょう子と三上悠亜のSHOW YOUR ROCKETS』（たかはししょうこと みかみゆあの ショー・ユア・ロケッツ）は、エンタ!959で放送されていたバラエティ番組である。

## 番組概要
AV女優・高橋しょう子と三上悠亜の冠番組。ともに愛知出身で同年齢。加えてMUTEKI出身、元グラビアアイドル、元グループアイドルと共通点の多い2人が毎週様々なミッションに挑戦しバラエティ力を高めあい競っていく。2016年10月02日放送開始。原則月はじめ第1週日曜日に初回放送。
番組名は高橋しょう子の「しょう」と三上悠亜の「ゆあ」から取られ、「カッコいい！」と好評であったが、第1回放送分で「あなたの男性器を見てください」という意味のスラングであることがスタッフにより明かされた。
2人の番組タイトルコールでスタートし、挑戦テーマが明かされるオープニングトークのあと、講師のもとに赴きメインコーナーへ。合間に別コーナーが数回入り、エンディングへ向かう。
行われる企画はヨガ体験や書道、三味線など一般的なものであるが、2人のリアクションによりお色気要素が加味されていることが多い。
2017年2月19日に番組DVD第1弾が発売。告知はないが同年2月3日を最後に新規収録回の放送はされていない。
番組以外で高橋と三上の共演はなかったが、2018年12月のMUTEKI 10周年作『ふたりは無敵』で初共演を果たした。

## 出演者
MC
- 高橋しょう子

- 三上悠亜

## 放送リスト
| 放送回 | 初回放送日     | おもなミッション                                                                   | 備考            |
| ------ | -------------- | ---------------------------------------------------------------------------------- | --------------- |
| #1     | 2016年 10月2日 | 津軽三味線                                                                         |                 |
| #2     | 11月2日        | スラックライン、キックボクシング                                                   |                 |
| #3     | 12月2日        | ジャンボジェンガ                                                                   |                 |
| #4     | 2017年 1月4日  | 占い、書初め                                                                       |                 |
| #5     | 2月1日         | バルーンアート、パントマイム                                                       |                 |
| #6     | 3月1日         | DVD発売記念トークショー                                                            |                 |
| #7     | 4月2日         | 犬を連れて代々木公園で散歩                                                         |                 |
| #8     | 5月3日         | ベリーダンス                                                                       |                 |
| ♯9     | 6月2日         | 空中ヨガ                                                                           |                 |
| #10    | 7月2日         | 公開ゲーム企画対決                                                                 |                 |
| #11    | 8月4日         | フォレストアドベンチャー                                                           |                 |
| #12    | 9月3日         | ロングジップスライド                                                               |                 |
| #13    | 10月1日        | 巨大書道                                                                           |                 |
| #14    | 11月3日        | スパイアクション                                                                   |                 |
| #15    | 12月1日        | BD発売記念トークショー                                                             |                 |
| #16    | 2018年 1月2日  | 対決企画総集編                                                                     |                 |
| #17    | 2月2日         | 本命用バレンタインチョコ作り                                                       |                 |
| #18    | 3月2日         | SHOW YOUR ROCKETS V.S 今日のあまつか 番組対抗体育祭・前編                          | 天使もえ 湊莉久 |
| #19    | 4月1日         | SHOW YOUR ROCKETS V.S 今日のあまつか 番組対抗体育祭・延長戦 コスプレエチュード対決 | 天使もえ 湊莉久 |
| #20    | 5月1日         | 最新VR＆AR                                                                         |                 |
| #21    | 6月3日         | チアダンス                                                                         |                 |
| #22    | 7月2日         | テーブルマジック                                                                   |                 |
| #23    | 8月5日         | ポールダンス                                                                       |                 |
| #24    | 9月2日         | 公開収録3本勝負                                                                    |                 |
| #25    | 10月1日        | ボルダリング                                                                       |                 |
| #26    | 11月2日        | しょーゆあ対決コーナー総集編                                                       |                 |
| #27    | 12月02日       | ゴーカート                                                                         |                 |
| #28    | 2019年 1月2日  | 鯉釣り                                                                             |                 |
| #29    | 2月3日         | BD第4弾発売記念トーク、名場面集                                                    |                 |

## スタッフ
- 監督：高橋慎
- 制作著作：つくばテレビ

## 関連商品

### DVD
- Vol.1　2016年10月～2017年2月放送分収録。

### Blu-ray
- Vol.2　2017年4月～2017年9月放送分収録。
- Vol.3　2017年10月～2018年6月放送分収録。
- SHOW YOUR ROCKETS V.S 今日のあまつか 番組対抗体育祭（2018年7月1日発売）「高橋しょう子と三上悠亜のSHOW YOUR ROCKETS」2018年4月2日配信分と「今日のあまつか」2018年4月16日配信分のディレクターズカット版。
- Vol.4　2018年7月～2019年1月放送分収録。